# Demografia de Moçambic
La demografia de Moçambic descriu l'estat i la visió general dels pobles de Moçambic. Els temes demogràfics inclouen l'educació bàsica, la salut, i les estadístiques de població, així com les afiliacions identificades racials i religioses.

## Població

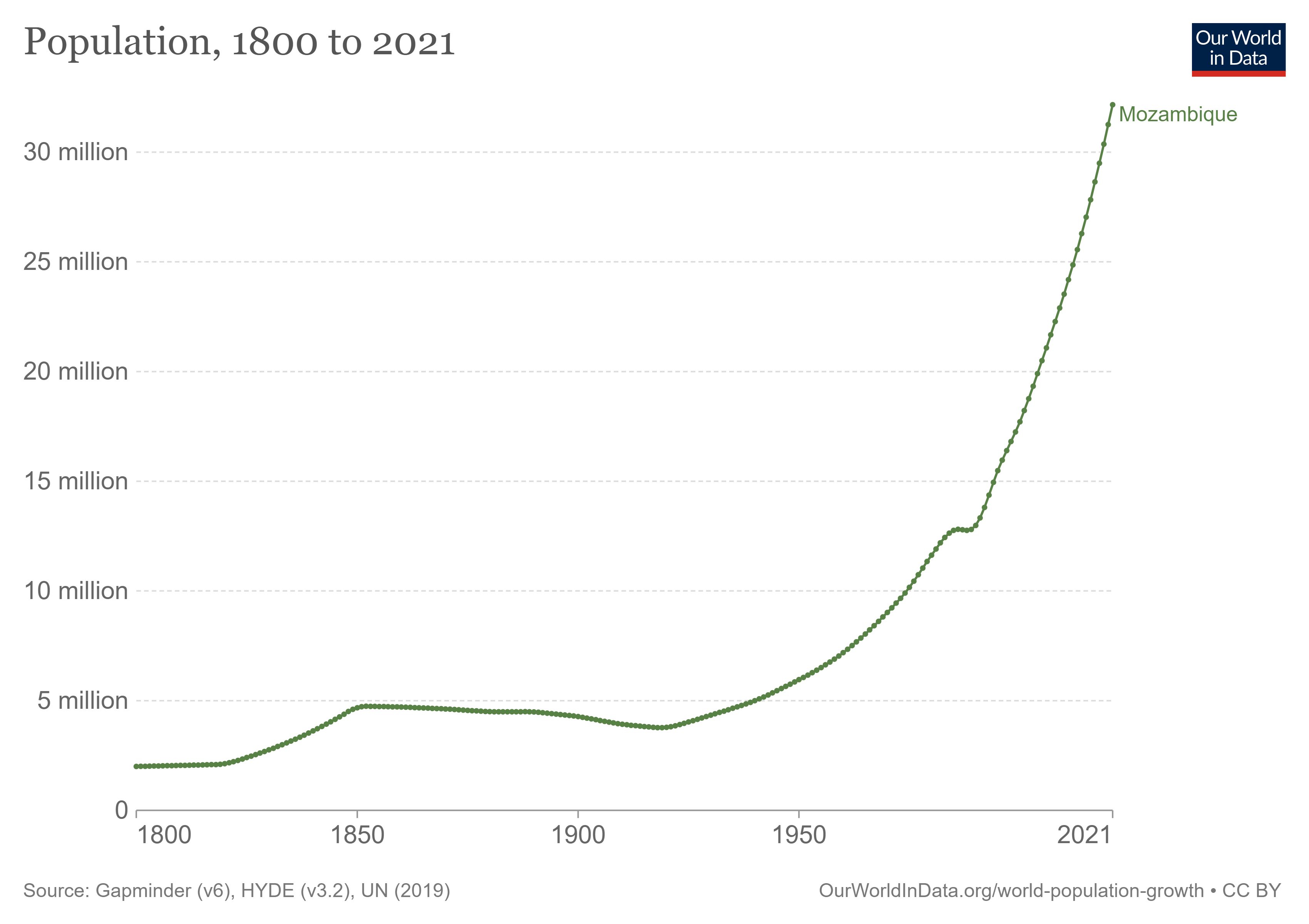
Demografia de Moçambic, Dades de la FAO, 2005 ; nombre d'habitants en milerss.

D'acord amb la revisió per 2010 dels World Population Prospects la població total era de 23.391.000 el 2010, en comparació amb només 6.442.000 el 1950. La proporció de nens menors de 15 anys el 2010 era del 44,1%, 52,6% entre 15 i 65 anys, mentre que el 3,3% tenia 65 anys o més.
|      | Població total (x 1000) | Població de 0–14 (%) | Població de 15–64 (%) | Població de 65+ (%) |
| ---- | ----------------------- | -------------------- | --------------------- | ------------------- |
| 1950 | 6 442                   | 41.7                 | 55.6                  | 2.7                 |
| 1955 | 6 972                   | 41.9                 | 55.4                  | 2.7                 |
| 1960 | 7 647                   | 42.3                 | 55.0                  | 2.8                 |
| 1965 | 8 474                   | 42.9                 | 54.3                  | 2.8                 |
| 1970 | 9 453                   | 43.5                 | 53.6                  | 2.9                 |
| 1975 | 10 620                  | 43.8                 | 53.2                  | 3.0                 |
| 1980 | 12 146                  | 43.8                 | 53.1                  | 3.0                 |
| 1985 | 13 335                  | 44.7                 | 52.2                  | 3.1                 |
| 1990 | 13 547                  | 46.6                 | 50.2                  | 3.3                 |
| 1995 | 15 933                  | 44.2                 | 52.7                  | 3.1                 |
| 2000 | 18 201                  | 43.9                 | 53.0                  | 3.2                 |
| 2005 | 20 770                  | 44.4                 | 52.4                  | 3.2                 |
| 2010 | 23 391                  | 44.1                 | 52.6                  | 3.3                 |

## Estadístiques vitals
El registre d'esdeveniments vitals de Moçambic no és complet. El Departament de les Nacions Unides per a la Població ha preparat les següents estimacions.

| Període | Naixements vius per any | Morts per any | Canvi natural per any | CBR* | CDR* | NC*  | TFR* | IMR* |
| --- | ----------------------- | ------------- | --------------------- | ---- | ---- | ---- | ---- | ---- |
| 1950-1955 | 331 000                 | 220 000       | 111 000               | 49.4 | 32.8 | 16.5 | 6.60 | 220  |
| 1955-1960 | 359 000                 | 219 000       | 140 000               | 49.1 | 30.0 | 19.1 | 6.60 | 201  |
| 1960-1965 | 392 000                 | 222 000       | 170 000               | 48.6 | 27.5 | 21.1 | 6.60 | 185  |
| 1965-1970 | 430 000                 | 230 000       | 201 000               | 48.0 | 25.6 | 22.4 | 6.60 | 172  |
| 1970-1975 | 474 000                 | 236 000       | 238 000               | 47.2 | 23.5 | 23.7 | 6.58 | 158  |
| 1975-1980 | 534 000                 | 247 000       | 288 000               | 46.9 | 21.7 | 25.3 | 6.53 | 146  |
| 1980-1985 | 584 000                 | 272 000       | 313 000               | 45.9 | 21.3 | 24.5 | 6.44 | 143  |
| 1985-1990 | 586 000                 | 283 000       | 302 000               | 43.6 | 21.1 | 22.5 | 6.33 | 143  |
| 1990-1995 | 640 000                 | 293 000       | 347 000               | 43.4 | 19.9 | 23.6 | 6.12 | 134  |
| 1995-2000 | 739 000                 | 301 000       | 438 000               | 43.3 | 17.6 | 25.7 | 5.85 | 115  |
| 2000-2005 | 844 000                 | 326 000       | 518 000               | 43.3 | 16.7 | 26.6 | 5.52 | 99   |
| 2005-2010 | 869 000                 | 341 000       | 528 000               | 39.4 | 15.4 | 23.9 | 5.11 | 88   |
| * CBR = taxa bruta de natalitat (per 1.000); CDR = taxa bruta de mortalitat (per 1000); NC = canvi natural (per 1000); IMR = mortalitat infantil per cada 1.000 naixements; TGF = taxa global de fecunditat (nombre de fills per dona) |                         |               |                       |      |      |      |      |      |

També, d'acord amb una enquesta de 2011, la taxa global de fecunditat era de 5,9 fills per dona, amb un 6,6 a les zones rurals i de 4,5 a les zones urbanes.

### Fertilitat i naixements
Taxa global de fecunditat (TGF) (Es busca la taxa de fertilitat) i Taxa bruta de natalitat (TBN): :
| Any  | CBR (Total) | TFR (Total) | CBR (Urbana) | TFR (Urbana) | CBR (Rural) | TFR (Rural) |
| ---- | ----------- | ----------- | ------------ | ------------ | ----------- | ----------- |
| 1997 |             | 5,2 (4,7)   |              | 4,6 (4,1)    |             | 5,3 (4,9)   |
| 2003 | 40          | 5,5 (4,9)   | 31           | 4,4 (3,8)    | 49          | 6,1 (5,5)   |
| 2011 | 41,6        | 5,9 (5,1)   | 37,4         | 4,5 (3,8)    | 43,4        | 6,6 (5,8)   |

## Grups ètnics
| Grups ètnics de Moçambic | Grups ètnics de Moçambic | Grups ètnics de Moçambic | Grups ètnics de Moçambic | Grups ètnics de Moçambic |
| ------------------------ | ------------------------ | ------------------------ | ------------------------ | ------------------------ |
| Grups ètnics             |                          |                          |                          |                          |

| <div style="background-color:# 99.66; width: Error de l'expressió: Signe de puntuació no reconegut "["px; height: 12px;"> | Black |

| <div style="background-color:#2.5; width: Error de l'expressió: Signe de puntuació no reconegut "["px; height: 12px;"> | green |

| <div style="background-color:#0.2; width: Error de l'expressió: Signe de puntuació no reconegut "["px; height: 12px;"> | Yellow |

| <div style="background-color:#0.06; width: Error de l'expressió: Signe de puntuació no reconegut "["px; height: 12px;"> | blue |

Els més importants grups ètnics de Moçambic abasten nombrosos subgrups amb diversos idiomes, dialectes, cultures i històries. Molts estan vinculats a grups ètnics similars que viuen als països continentals.
Els 4 milions estimats de macua són el grup ètnic més gran del país i són dominants a la part nord del país, senes i xones (majoritàriament ndaus) ocupen un lloc destacat a la vall de Zambezi, i els shangaan (Tsonga) dominen al sud de Moçambic. Altres grups són els macondes, Wa yao, suahilis, tongues, chopis i ngunis (inclosos els zulus). El país també és la llar d'un nombre creixent de residents blancs, la majoria d'origen portuguès (lusomoçambiquesos). Durant el règim colonial els residents europeus vivien a totes les províncies de Moçambic, i en el moment de la independència la seva població total es va estimar en al voltant de 360.000. La majoria va desocupar la regió després de la independència el 1975, emigrant a Portugal com a retornados. També hi ha una gran minoria de mestiços amb ascendència mixta africana i portuguesa. La resta dels caucàsics a Moçambic són principalment asiàtics de l'Índia, que han arribat de Pakistan i Índia portuguesa. Hi ha diverses estimacions per a la grandària de la comunitat xinesa de Moçambic, que van de 1.500 a 12.000 individus.

## Llengües
| Llengües de Moçambic (1997) | Llengües de Moçambic (1997) | Llengües de Moçambic (1997) | Llengües de Moçambic (1997) | Llengües de Moçambic (1997) |
| --------------------------- | --------------------------- | --------------------------- | --------------------------- | --------------------------- |
| Llengües                    |                             |                             | percent                     |                             |

| <div style="background-color:#30.1; width: Error de l'expressió: Paraula no reconeguda "altres".px; height: 12px;"> | Silver |

| <div style="background-color:#25.3; width: Error de l'expressió: Signe de puntuació no reconegut "["px; height: 12px;"> | Blue |

| <div style="background-color:#10.7; width: Error de l'expressió: Signe de puntuació no reconegut "["px; height: 12px;"> | Orange |

| <div style="background-color:#10.3; width: Error de l'expressió: Signe de puntuació no reconegut "["px; height: 12px;"> | Yellow |

| <div style="background-color:#7.5; width: Error de l'expressió: Signe de puntuació no reconegut "["px; height: 12px;"> | Green |

| <div style="background-color:# 7; width: Error de l'expressió: Signe de puntuació no reconegut "["px; height: 12px;"> | Orange |

| <div style="background-color:#5.1; width: Error de l'expressió: Signe de puntuació no reconegut "["px; height: 12px;"> | Red |

| <div style="background-color:#4; width: Error de l'expressió: Paraula no reconeguda "altres".px; height: 12px;"> | Green |

El portuguès és l'idioma oficial i més parlada de la nació, però el 2007 només el 50,4% de la població de Moçambic parlava portuguès tant com a primera o com a segona llengua, i només el 10,7% tenia el portuguès com a llengua materna. Àrabs, xinesos i indis parlen el seu propi idioma (els indis de l'Índia portuguesa parlen qualsevol dels criolls portuguesos) amb el portuguès com a segona llengua. Els moçambiquesos més educats parlen anglès, que s'utilitza a les escoles i a les empreses com a segona o tercera llengua.

## Religió[4]
| Religions de Moçambic (2007) | Religions de Moçambic (2007) | Religions de Moçambic (2007) | Religions de Moçambic (2007) | Religions de Moçambic (2007) |
| ---------------------------- | ---------------------------- | ---------------------------- | ---------------------------- | ---------------------------- |
| Religions                    |                              |                              | percent                      |                              |

| <div style="background-color:# 28.4; width: Error de l'expressió: Signe de puntuació no reconegut "["px; height: 12px;"> | Orange |

| <div style="background-color:#18.7; width: Error de l'expressió: Paraula no reconeguda "cap".px; height: 12px;"> | red |

| <div style="background-color:#17.9; width: Error de l'expressió: Signe de puntuació no reconegut "["px; height: 12px;"> | green |

| <div style="background-color:#15.5; width: Error de l'expressió: Signe de puntuació no reconegut "["px; height: 12px;"> | blue |

| <div style="background-color:#12.2; width: Error de l'expressió: Signe de puntuació no reconegut "["px; height: 12px;"> | cyan |

| <div style="background-color:#10.9; width: Error de l'expressió: Signe de puntuació no reconegut "["px; height: 12px;"> | black |

| <div style="background-color:# 6.7; width: Error de l'expressió: Paraula no reconeguda "altres".px; height: 12px;"> | yellow |

| <div style="background-color:#1.3; width: Error de l'expressió: Signe de puntuació no reconegut "["px; height: 12px;"> | grey |

| <div style="background-color:#0.7; width: Error de l'expressió: Paraula no reconeguda "no".px; height: 12px;"> | pink |

## Cultura
Tot i la influència dels comerciants costaneres musulmans i dels colonitzadors europeus, el poble de Moçambic ha conservat en gran manera una cultura indígena basada en l'agricultura a petita escala. Les formes d'art més desenvolupats de Moçambic han estat l'escultura de fusta, per la qual cosa els maconde del nord de Moçambic són particularment coneguts, i la dansa. Les classes mitjanes i altes continuen fortament influenciats per l'herència colonial i lingüística portuguesa.

## Educació i salut
Sota Portugal, les oportunitats educatives per als moçambiquesos pobres eren limitades; el 93% de la població bantu era analfabeta, i molts no sabien parlar portuguès. De fet, la majoria dels líders polítics d'avui dia van ser educats a les escoles missioneres. Després de la independència, el govern va posar la seva prioritat en l'expansió de l'educació, el que va reduir la taxa d'analfabetisme del voltant de dos terços en augmentar la matriculació en ensenyament primari. Malauradament, en els últims anys la construcció d'escoles i la formació de docents no s'ha aparellat al ritme d'augment de la població. Amb el registre de població assolint màxims històrics després de la guerra, la qualitat de l'educació ha sofert. Com a membre de Commonwealth, els moçambiquesos més urbans estan obligats a aprendre anglès a partir de secundària.

## Estadístiques demogràfiques de CIA World Factbook
Les següents són les estadístiques demogràfiques del CIA World Factbook, llevat que s'indiqui el contrari.
Població:
- 22.948.858 (juliol de 2011 est.)

Taxa de creixement:
- 2,444% (2011 est.)

Proporció de sexes
- En néixer: 1,03 home(s)/ dona, (est. 2003) 1,02 home(s)/dona (est. 2007)
- Menors de 15 anys: 0,98 home(s)/dona, (est. 2003) 1,01 home(s)/dona (est. 2007)
- 15-64 Anys: 0,95 home(s)/dona (est. 2003) 0,949 home(s)/dona (est. 2007)
- 65 anys i més: 0,7 home(s)/dona (est. 2003) 0.717 home(s)/dona (est. 2007)
- Població total: 0,96 home(s)/dona (est. 2003) 0,968 home(s)/dona (est. 2007)

Esperança de vida en néixer:

Població total:
població total: 51,78 anys

masculina:
masculina: 51,01 anys

femenina:
femení: 52,57 anys (est. 2011)
VIH/SIDA - persones que viuen amb el VIH/SIDA: 1,4 milions (2009 est.)
VIH/SIDA - morts: 74.000 (2009 est.)
Grups ètnics:

Els grups tribals indígenes (incloent els shangaan, Chokwe, Manyika, Sena, Makua, ndau, entre d'altres) representen el 98.61% de la població total de Moçambic. Les persones de raça mixta són la minoria més gran, un total de 0,84% de la xifra restant, mentre que els portugueses moçambiquesos i moçambiquesos d'origen indi representen el 0,36% i el 0,2% de la població, respectivament. Hi ha comunitats xineses i àrabs.
Llengües: 

Portuguès (oficial) 

Emakhuwa 26,1%, Xichangana 11,3%, portuguès 8,8% (oficial; parlada pel 27% de la població com a segon idioma), Elomwe 7,6%, Cisena 6,8%, Echuwabo 5,8%, altres llengües de Moçambic 32%, altres llengües estrangeres 0,3%, sense especificar 1,3% (cens de 1997).
Alfabetització:

 definició:
Persones majors de 15 anys que poden llegir i escriure

Població total:
47,8% (est. 2003), 40,1% (est. 1995)

masculina:
63,5% (est. 2003), 57,7% (est. 1995)

femenina:
32,7% (est. 2003), 23,3% (est. 1995)